# Cibel/Saison 2015
Dieser Artikel listet Erfolge und Fahrer des Radsportteams Cibel in der Saison 2015 auf.

## Abgänge – Zugänge
| Zugänge              | Team 2014                   | Abgänge            | Team 2015                   |
| -------------------- | --------------------------- | ------------------ | --------------------------- |
| Kevin De Jonghe      | Topsport Vlaanderen-Baloise | Oliver Naesen      | Topsport Vlaanderen-Baloise |
| Benjamin Verraes     | Josan-To Win Cycling Team   | Fabrice Mels       | Team 3M                     |
| Joeri Stallaert      | Veranclassic-Doltcini       | Kristoff Heyns     | Unbekannt                   |
| Niels Van Dorsselaer | Colba-Superano Ham (2013)   | Martynas Maniūšis  | Unbekannt                   |
| Jens Geerinck        | Neoprofi                    | Niels Schittecatte | Unbekannt                   |
| Lawrence Naesen      | Neoprofi                    | Arne Van Snick     | Unbekannt                   |
| Glenn Rotty          | Neoprofi                    |                    |                             |

## Mannschaft
| Teamkader 2015                            | Teamkader 2015    | Teamkader 2015     | Teamkader 2015                     |
| Name                                      | Geburtsdatum      | Land               | Vorheriges Team                    |
| ----------------------------------------- | ----------------- | ------------------ | ---------------------------------- |
| Kevin Callebaut                           | 16. Oktober 1991  | Belgien            |                                    |
| Bjorn De Decker                           | 10. Oktober 1988  | Belgien            |                                    |
| Kevin De Jonghe                           | 4. Dezember 1991  | Belgien            | Topsport Vlaanderen-Baloise (2014) |
| Jens Geerinck                             | 9. September 1993 | Belgien            | EFC-Omega Pharma-Quick Step (2014) |
| Thomas Gibbons                            | 6. Dezember 1989  | Vereinigte Staaten |                                    |
| Kenny Goossens                            | 4. März 1991      | Belgien            |                                    |
| Lawrence Naesen                           | 28. August 1992   | Belgien            | Van Der Vurst Development (2014)   |
| Matthias Ongena                           | 22. Mai 1989      | Belgien            |                                    |
| Thomas Ongena                             | 22. Oktober 1980  | Belgien            |                                    |
| Glenn Rotty                               | 26. Januar 1994   | Belgien            |                                    |
| Guy Smet                                  | 4. Februar 1972   | Belgien            |                                    |
| Joeri Stallaert                           | 25. Januar 1991   | Belgien            | Veranclassic-Doltcini (2014)       |
| Niels Van Dorsselaer                      | 25. Februar 1992  | Belgien            |                                    |
| Matthias Van Holderbeke (1. Jan.–20. Mai) | 18. Dezember 1992 | Belgien            |                                    |
| Jori Van Steenberghen                     | 9. Oktober 1991   | Belgien            |                                    |
| Benjamin Verraes                          | 21. Februar 1987  | Belgien            | Josan-To Win (2014)                |
|                                           |                   |                    |                                    |
| Quelle: UCI                               |                   |                    |                                    |